# Липскеров, Константин Абрамович
Константи́н Абра́мович Ли́пскеров (1889, Москва — 1954, Москва) — русский поэт Серебряного века, переводчик, драматург, художник. Наиболее известен виртуозными переводами шедевров классической восточной поэзии.

## Биография
Родился 25 января (6 февраля) 1889 года в Москве, сын известного московского купца, потомственного почётного гражданина Абрама Яковлевича (Янкелевича) Липскерова, редактора-издателя газеты «Новости дня», и сотрудницы этой газеты Полины Евстафьевны Липскеровой (в девичестве Соскиной).
С 1900 года учился в Катковском лицее, не окончив который ушёл заниматься живописью в мастерской К. Ф. Юона. Как поэт дебютировал в 1910 году в журнале «Денди» под псевдонимом «Константин Эль». Позже печатался в основном в журнале «Северные записки». За цикл сонетов «Голова Олоферна», посланный анонимно на поэтический конкурс имени С. Надсона, получил 1 премию (в состав жюри входили Брюсов и Бунин).
Первая же книга стихов («Песок и розы», 1916), написанная под впечатлением от поездки в Туркестан, удостоилась лестного отзыва взыскательного Ходасевича. Для «восточных» стихов этого периода характерны элементы пессимистического эпикуреизма («Все спеши полюбить, ибо все проходящее тленно»).
В 1922 году выпустил сразу несколько книг: сборники «библейских и античных» стихов «Туркестанские стихи», «Золотая ладонь (1916—1921)» и «День шестой», драматическую поэму «Морская горошина», поэму «Другой: Московская повесть».
В 1922—1923 гг. написал пьесу на сюжет новеллы Мериме «Кармен». Тем временем Немирович-Данченко, задумав постановку оперы Бизе в Музыкальной студии МХАТа, столкнулся с проблемой оригинального текста и предложил Липскерову создать новое либретто в соответствии с его режиссёрской экспликацией. Результатом стал новаторский спектакль «Карменсита и солдат» (1924). В продолжение получил от Музыкального театра Немировича-Данченко заказ на новый текст оперы Мануэля де Фалья «Короткая жизнь» (шла под названием «Девушка из предместья», 1928).
Как драматург сотрудничал со МХАТ-2: гротескный трагифарс о Смутном времени «Митькино царство» (пост. Серафимы Бирман; 1928), а также тексты стихов и интермедий к спектаклю «Бабы» по комедиям Гольдони. Вынашивал замыслы так и не написанной исторической драмы о Николае I.
С конца 1920-х годов перестаёт выступать как поэт и полностью переключается на поэтический перевод, в основном классической иранской, армянской, тюркской поэзии (в частности эпос «Давид Сасунский», поэмы Низами Гянджеви «Хосров и Ширин» и «Искандер-наме», сочинения Аветика Исаакяна, Ираклия Абашидзе). Переводил и европейских поэтов, однако большинство переводов до сих пор не опубликовано.
Превосходный знаток Востока и мастер твёрдых европейских поэтических форм — сонета, рондо, триолета, — продолжал писать стихи всю жизнь, однако полноценное издание его наследия до сих пор не предпринято.
В 1939 году принят в Союз писателей СССР.
В годы Великой Отечественной войны в соавторстве с Александром Кочетковым написал драму «Надежда Дурова» (1942). Впоследствии авторы судились с бывшим завлитом знаменитого театра, ставшим процветающим драматургом, Александром Гладковым, в чьей драме-комедии «Давным-давно» обнаружилось подозрительно много «заимствований» из их пьесы, предлагавшейся для постановки во многие театры, в том числе — и в тот, с которым теснейше был связан «ответчик». «Дело о плагиате» кончилось ничем по «уважительной причине»: из-за сложности такого рода профессиональной экспертизы.
Военные годы провел в эвакуации в Ташкенте. В последние два года жизни поэт полностью ослеп.
Умер 28 октября 1954 года. Похоронен на Новом Донском кладбище.
После смерти всё его имущество (картины, коллекции, антиквариат) было распродано с молотка. Однако братья сумели сохранить его литературный архив и передать его в РГАЛИ, где он находится по сей день.

## Семья
- Брат — кинодокументалист, фотограф Георгий Липскеров (1896—1977). Двоюродный брат — адвокат Александр Фёдорович Липскеров. Внуком его брата Владимира (1883—?) был балетмейстер Кирилл Ласкари.
- Племянник (сын двоюродного брата) — конферансье и эстрадный режиссёр Фёдор Александрович Липскеров (1911—1977), отец писателя и сценариста Михаила Липскерова (род. 1939)[3].